# Normocytaire
Cet article court présente un sujet plus développé dans : Volume globulaire moyen et Anémie.
Une anémie est dite normocytaire si le volume globulaire moyen (VGM) est normal. Sur un frottis coloré les globules rouges ont un aspect normal. Il se différencie des qualificatifs de microcytaire et de macrocytaire.